# تاکاکاویا
تاکاکاویا (نام علمی: Takakkawia) نام یک سرده از رده اسفنج‌های شاخی است.